# En nous
Série
Nous, princesses de Clèves
(2011)
Pour plus de détails, voir Fiche technique et Distribution.
En nous est un film documentaire français réalisé par Régis Sauder et sorti en 2022.

## Synopsis
Rencontre à Marseille avec les anciens élèves d'un lycée des quartiers Nord de la ville qui avaient participé avec leur professeure de français, dix ans auparavant, au tournage du film de Régis Sauder Nous, princesses de Clèves.

## Fiche technique
- Titre : En nous
- Réalisation :  Régis Sauder
- Photographie : Aurélien Py et Régis Sauder
- Son : Pierre-Alain Mathieu
- Montage : Agnès Bruckert
- Montage son : Nathalie Vidal
- Production : Shellac, en coproduction avec Arte France Cinéma
- Pays de production :  France
- Langue originale : français
- Genre : documentaire
- Durée : 99 minutes
- Date de sortie :
  - France : 23 mars 2022

## Distribution
- Laura Badrane
- Cadiatou N’Diaye
- Armelle Diakiese
- Abou Achoumani
- Albert Segarra
- Anaïs Di Gregorio
- Aurore Pastor
- Emmanuelle Bonthoux
- Morgane Sanz
- Sarah Yagoubi
- Virginie Da Vega Lopes

## Sélection
- Cinéma du réel 2022[1]

## Accueil critique
Dans les Cahiers du cinéma, Charlotte Garson note que « la beauté d'En nous réside sans doute ailleurs que dans la curiosité attendrie des retrouvailles » : c'est, précise-t-elle, « quand il se résout à l'austérité du portrait et accepte la normalité des vies présentes des jeunes gens que Sauder parvient à ériger  des figures placidement héroïques ».